# Lockheed Martin Desert Hawk
Lockheed Martin Desert Hawk — американский разведывательный БПЛА разработки компания Lockheed Martin. 
Поступил в производство в 2002 году. 
Стоит на вооружении армий Великобритании и США. Использовались в Афганистане и Ираке. 
Сделан дрон из пенополипропилена. 
Запуск БПЛА производится вручную с помощью амортизирующего 100-метрового троса двумя людьми, трос присоединяется к аппарату и затем просто отпускается (этот момент представлен на фото). Имеет несколько модификаций.

## ЛТХ
- Крейсерская скорость составляет 90 км/ч
- Дальность полета — до 100 км.
- Продолжительность полета до — 80 минут.
- вес 3.2 кг
- размах крыла - 1,32 метра